# جزیره روز پیشین
جزیره روز پیشین (انگلیسی: The Island of the Day Before) (به ایتالیایی: L'isola del giorno prima)، یک رمان تخیلی تاریخی از نویسنده ایتالیایی، اومبرتو اکو و سومین رمان از رمان‌های هفتگانه اوست. این رمان اولین بار به زبان ایتالیایی در سال ۱۹۹۴ توسط خود نویسنده منتشر شد.
موضوع داستان در قرن هفدهم و در طول جستجوی تاریخی راز طول جغرافیایی اتفاق می‌افتد. شخصیت اصلی روبرتو دلا گریوا، یک نجیب‌زاده ایتالیایی است که در یک کشتی متروک در اقیانوس آرام گرفتار شده‌است و وضعیت ذهنی او به تدریج در حال زوال است، در پس زمینه ای از علم، متافیزیک و کیهان‌شناسی دوران باروک…